# Vytautas Jucius
Vytautas Jucius (*  8. August 1963) ist ein litauischer Politiker, seit November 2024 Mitglied des Seimas.

## Leben
1985 absolvierte Vytautas Jucius die Militärhochschule Swerdlowsk in  Russland und wurde sowjetischer Offizier sowie Lehrer der Geschichte. 
Von 1999 bis  	2008 	arbeitete er als stellv. Direktor am Gymnasium Kvėdarna bei Šilalė.
Von 2008 bis  	2019 war er Gehilfe von Remigijus Žemaitaitis in der Seimas-Kanzlei 	und von 2019 bis  	2020 Berater des Bürgermeisters von	Šilalė.
Er war auch Mitglied im Rat der Rajongemeinde Šilalė. In der Parlamentswahl in Litauen 2024 wurde er ins 14. Seimas ausgewählt.
Seit 2024 ist er Mitglied von „Nemuno aušra“.
Von	2017 bis 	2023 war er Mitglied Laisvė ir teisingumas und von 	1983 bis 	1989 der KPdSU.
Er ist verheiratet.